# Суффолкский диалект английского языка
Суффолкский диалект английского языка (англ. Suffolk dialect) — диалект, на котором говорят в английском графстве Суффолк. Как и многие английские диалекты, в настоящее время он быстро исчезает в связи с повышенной социальной и географической мобильностью, а также под влиянием средств массовой информации. Несмотря на это, у многих людей всё ещё сохранились знания о диалекте, а среди молодёжи много тех, кто говорит с отличительным суффолкским акцентом.
Многие языковые особенности суффолкского диалекта также имеются и у его северного соседа, норфолкского диалекта. Тем не менее, в суффолкском диалекте сохранились уникальные слова и выражения, присущие только ему, что позволяет мгновенно отличить данный диалект от остальных. Акцент же довольно легко спутать с похожими, например, с акцентом старшего поколения жителей Колчестера и близлежащих районов северного Эссекса. Характерный акцент этих регионов пока ещё не был вытеснен набирающим популярность эстуарным английским и диалектом кокни.

## Словарный запас
К типичным словам суффолкского диалекта относятся:
- Boi (с ударением на i) — используется в качестве дружеского обращения, аналогично общеанглийскому mate. Boi часто употребляется в составе слова neighboi (сосед), вместо стандартного neighbour;[1]
- Dag - утренний или вечерний туман, чаще всего ассоциируется с болотом или прибрежными районами. Данное слово также встречается и в других диалектах восточной Англии;
- Bibble (о животных, чаще всего о птицах) — пить;
- Hull или hoss - бросать;[2]
- On the huh (произносится hə) — неровный, неуравновешенный.

## Произношение
Ниже приведено характерное суффолкское произношение некоторых распространённых английских слов.
- Tomorrow произносится «too-more-oh»;
- В типичном суффолкском акценте все звуки «ae» заменяются на «oi»: I’ll становится oi’ll, five — foive. Однако в современном суффолкском акценте такое явление встречается гораздо реже;
- You произносится как yer;
- Йоркширские пудинги (Yorkshire Puddings) в речи жителей Суффолка называются «Batter Puddings» (произносится «Batta Puddins»);
- Слово mother (мать) сокращается до ma, как и в других английских акцентах;
- Rope произносится как roup с ударением на u. По такому же принципу road становится rood и soap звучит как soup. Это свидетельствует о том, что контекст играет важнейшую роль в понимании суффолского диалекта;
- Окончания -ing превращаются в -en, что возвращает акцент к временам среднеанглийского языка (такие же окончания используются в современном немецком языке). Пример: «Oi’m busy worken»;
- Seen и been произносятся как «sea-nn» и «bin» соответственно;
- Такие слова, как picture и lecture звучат, как «pick-chur» и «leck-chur»;
- Форма past participle от глагола to show изменяется на shew вместо стандартного showed. Например, «Oi shew er a pitcher»;
- Слова вроде office произносятся как «arfice». «Oi’m gorn down-a poost arfice»;
- Going превращается в gorn, а doing, в отличие от норфолкского диалекта, — в do-en;
- Yesterday, как и многие другие слова с окончанием на -day, произносится как «yesterdi». Так, Thursday = Toosdi;
- The часто редуцируется до deh: «I’m going to deh shop»;
- To сокращается до а в формах составного будущего времени, подобно gonna в американском английском: «I’m going to» становится «Oi’m gorn-a»;
- В go и других словах с o данный звук заменяется на звук oo, как в «Oi’m mooing the lawn»;
- Слова со звуком /aʊ/ (как в слове ouch) произносятся с неопределённым звуком, напоминающим сочетание «e-oo». Данный звук очень близок уэльскому «ew». Пример можно прослушать по этой ссылке;
- К глагольным формам past participle зачастую добавляется дополнительный безударный слог. Stewed произносится не как «stued», а ближе к «stue-uh» с гортанной смычкой на конце. Saved становится «sayv-uh», cooked — «cook-uh» и так далее. Некоторые неправильные формы глаголов становятся «правильными» при добавлении гортанной смычки по данному принципу: ran заменяется на"run-uh", swam — на «swim-uh».

## Грамматика и языковые особенности
- В суффолкском диалекте распространено такое явление, как эпентеза, что также характерно для норфолкского диалекта. Слова вроде film звучат как "«filum»;
- Yod-dropping — отбрасывание звука [j] — также часто встречается в диалекте. Слова типа dew, queue, new и tune произносятся как «doo», «koo», «noo» и «toone» соответственно;
- Суффолкский диалект не обладает ротичностью, из-за чего r в словах вроде hard не произносится. Это отличает суффолкский английский от, например, английского Уэст-Кантри;
- В диалекте широко распространено использование гортанной смычки;
- Интонация в предложении на суффолкском диалекте значительно отличается от типичной английской, поэтому некоторые утвердительные предложения могут прозвучать как вопрос. Данная особенность является ещё одним различием между норфолкским и суффолкским диалектами. Нофолкцы говорят медленно и монотонно, а суффолкцы часто меняют интонацию даже в пределах одного предложения;
- Глаголы почти не спрягаются, за исключением to be и to have. Из-за отсутствия каких-либо грамматических отличий формы present и present perfect совпадают, и понять, что имелось в виду, возможно только из контекста. Примером может послужить предложение «Ee say he goo down-a poost arfice», что означает «he said he went to the post office».